# Farrukh Yassar
Farrukh Yassar (Baku, 1441 – Baku, 1500) è stato un sovrano azero Shirvanshah di Shirvan.
Nel 1500, il primo sovrano safavide, Ismail I, sconfisse in modo decisivo e uccide Farrukh Yasar, conquistandone i possedimenti. I discendenti di Farrukh Yasar continuarono a governare Shirvan sotto la sovranità safavide, fino al 1538, quando il figlio e successore di Ismail, Tahmasp I (1524-1576), nominò il primo governatore safavide e convertì la regione in una provincia safavide a tutti gli effetti.

## Biografia
Nel 1488 Sheikh Haydar dei Safavidi si mosse attraverso Shirvan verso Derbend, presumibilmente per il jihād contro i Circassi, ma invece pose l'assedio a Derbent. Farrukh Yassar non fu in grado di organizzare la difesa e chiese aiuto a Sultan Yagub di Kara Koyunlu. Le forze unite furono in grado di sconfiggere le forze safavide e Sheikh Haydar venne assassinato..
Ma Shah Ismail I si vendicò 12 anni dopo quando la sua cavalleria, dotata di 20.000 uomini, si scontrò con le forze di Farrukh Yassar vicino Gulistan a Shamakha. Farrukh Yassar venne ucciso assieme a molti dei nobili di Shirvan. Suo figlio Ibrahim Shaykhshah regnò poi su Shirvan nel periodo 1502-1524.